# 前田祝成
前田 祝成（まえだ のりしげ、1964年〈昭和39年〉9月19日 - ）は、日本の政治家。鹿児島県枕崎市長（2期）。

## 来歴
鹿児島県枕崎市寿町に生まれる。枕崎市立桜山小学校、枕崎市立桜山中学校、鹿児島県立枕崎高等学校卒業。中学時代は軟式野球部主将を務め、高校時代は硬式野球部主将を務めた。1987年（昭和62年）3月、駒澤大学経済学部卒業。同年4月、薩摩酒造に就職
。
2017年（平成29年）6月、薩摩酒造を退社。
2018年（平成30年）1月21日に行われた枕崎市長選挙に出馬し、元鹿児島県庁職員の大工園周作を破り初当選した。1月26日、市長就任。選挙の結果は以下のとおり。
※当日有権者数：18,454人 最終投票率：63.39%（前回比：-4.12pts）
| 候補者名   | 年齢 | 所属党派 | 新旧別 | 得票数  | 得票率 | 推薦・支持 |
| ---------- | ---- | -------- | ------ | ------- | ------ | ---------- |
| 前田祝成   | 53   | 無所属   | 新     | 6,637票 | 57.12% |            |
| 大工園周作 | 61   | 無所属   | 新     | 4,982票 | 42.88% |            |

2022年1月16日告示、23日投開票の市長選挙に無投票で再選。